# Prawosławny patriarchat aleksandryjski

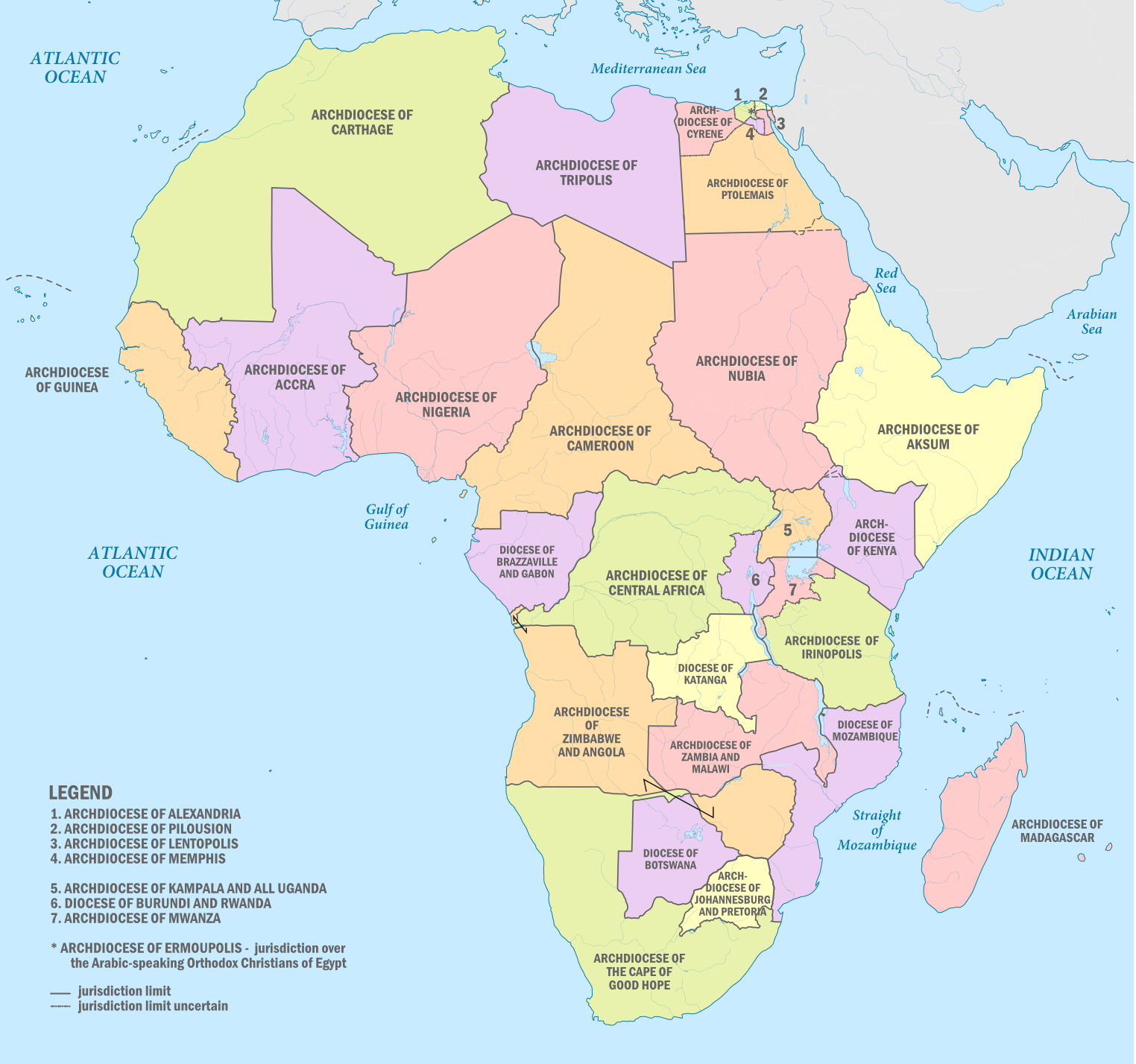
Podział administracyjny Patriarchatu

Prawosławny patriarchat aleksandryjski – jeden z patriarchatów w Kościele prawosławnym, historycznie trzeci po Rzymie i Konstantynopolu. Przed ustanowieniem patriarchatu w Konstantynopolu zajmował drugie miejsce, po Rzymie, a przed Antiochią.
Historia Kościoła w Aleksandrii sięga czasów apostoła i ewangelisty Marka, który ewangelizował w Egipcie, zakładając pierwsze w Afryce biskupstwo.

## Patriarcha
Oficjalny tytuł patriarchy aleksandryjskiego brzmi: Wielce Bosko Błogosławiony Papież i Patriarcha Wielkiego Miasta Aleksandrii, Libii, Pentapolis, Etiopii, całego Egiptu i całej Afryki, Ojciec Ojców, Pasterz Pasterzy, Trzynasty Apostoł i Sędzia Świata.
W starożytności chrześcijańskiej, Aleksandria była niezwykle silnym centrum monastycznym i teologicznym, a powstała tam Aleksandryjska Szkoła Teologiczna wywierała wielki wpływ na cały chrześcijański świat. Obecnym papieżem jest Teodor II, który jest zarazem 116. patriarchą Kościoła aleksandryjskiego.

## Struktura administracyjna
Jurysdykcja patriarchatu aleksandryjskiego obejmuje całą Afrykę. Należy do niego około 6 000 000 wiernych. Kościół prowadzi szeroko zakrojoną działalność misjonarską i charytatywną. W ramach patriarchatu działają następujące administratury:
- Metropolia Aleksandrii (Egipt)
- Metropolia Memfis (Egipt)
- Metropolia Leontopolis – Ismailia (Egipt)
- Metropolia Cyreny (Egipt)
- Metropolia Heliopolis (Egipt)
- Metropolia Peluzjum – Port Said (Egipt)
- Metropolia Ptolemaidy (Egipt)
- Metropolia Hermopolis – Tanta (Egipt; język liturgiczny – arabski)
- Metropolia Aksum (Etiopia, Erytrea, Dżibuti, Somalia)
- Metropolia Nairobi (część Kenii)[3]
- Metropolia Kampali (część Ugandy)
- Metropolia Nigerii (Nigeria, Benin, Niger, Togo)
- Metropolia Trypolisu (Libia)
- Metropolia Johannesburga i Pretorii (część RPA)
- Metropolia Przylądka Dobrej Nadziei (część RPA, Namibia, Eswatini, Lesotho)
- Metropolia Kartaginy (Tunezja, Algieria, Maroko, Mauretania[4])
- Metropolia Nubii (Sudan, Sudan Południowy)
- Metropolia Zimbabwe i Angoli
- Metropolia Mwanzy (część Tanzanii)
- Metropolia Irinoupolis (część Tanzanii i Seszele)
- Metropolia Kinszasy[3] (część Demokratycznej Republiki Konga)
- Metropolia Kamerunu (Kamerun, Czad, Republika Środkowoafrykańska, Gwinea Równikowa, Wyspy Świętego Tomasza i Książęca)
- Metropolia Antananarywy i północnego Madagaskaru (część Madagaskaru, Mauritius, Reunion, Komory, Majotta)
- Metropolia Akry (Ghana, Wybrzeże Kości Słoniowej, Mali, Burkina Faso)
- Metropolia Gwinei (Gwinea, Gwinea Bissau, Gambia, Liberia, Senegal, Sierra Leone, Republika Zielonego Przylądka)
- Metropolia Zambii
- Metropolia Botswany
- Metropolia Katangi (część Demokratycznej Republiki Konga)
- Metropolia Brazzaville i Gabonu (Kongo, Gabon)
- Metropolia Burundi i Rwandy
- Diecezja Mozambiku
- Diecezja Nieri i Góry Kenia (część Kenii)[3]
- Diecezja Kisumu i zachodniej Kenii (część Kenii)[3]
- Diecezja Aruszy i środkowej Tanzanii (część Tanzanii)

26 listopada 2018 r. na posiedzeniu Świętego Synodu postanowiono utworzyć nowe administratury: metropolię Kanangi (Demokratyczna Republika Konga), diecezję Malawi, diecezję Gulu i wschodniej Ugandy, diecezję Toliary i południowego Madagaskaru oraz diecezję Gomy i Kisangani (Demokratyczna Republika Konga). W styczniu 2022 r. utworzono diecezję Jinji i wschodniej Ugandy, poprzez wydzielenie z diecezji Gulu i wschodniej Ugandy (macierzysta administratura otrzymała nazwę „Diecezja Gulu i północnej Ugandy”).